# SMS Körös (1892)
Le SMS Körös était un monitor construit par l'Autriche-Hongrie à partir de 1890 comme navire de tête de la classe Körös.

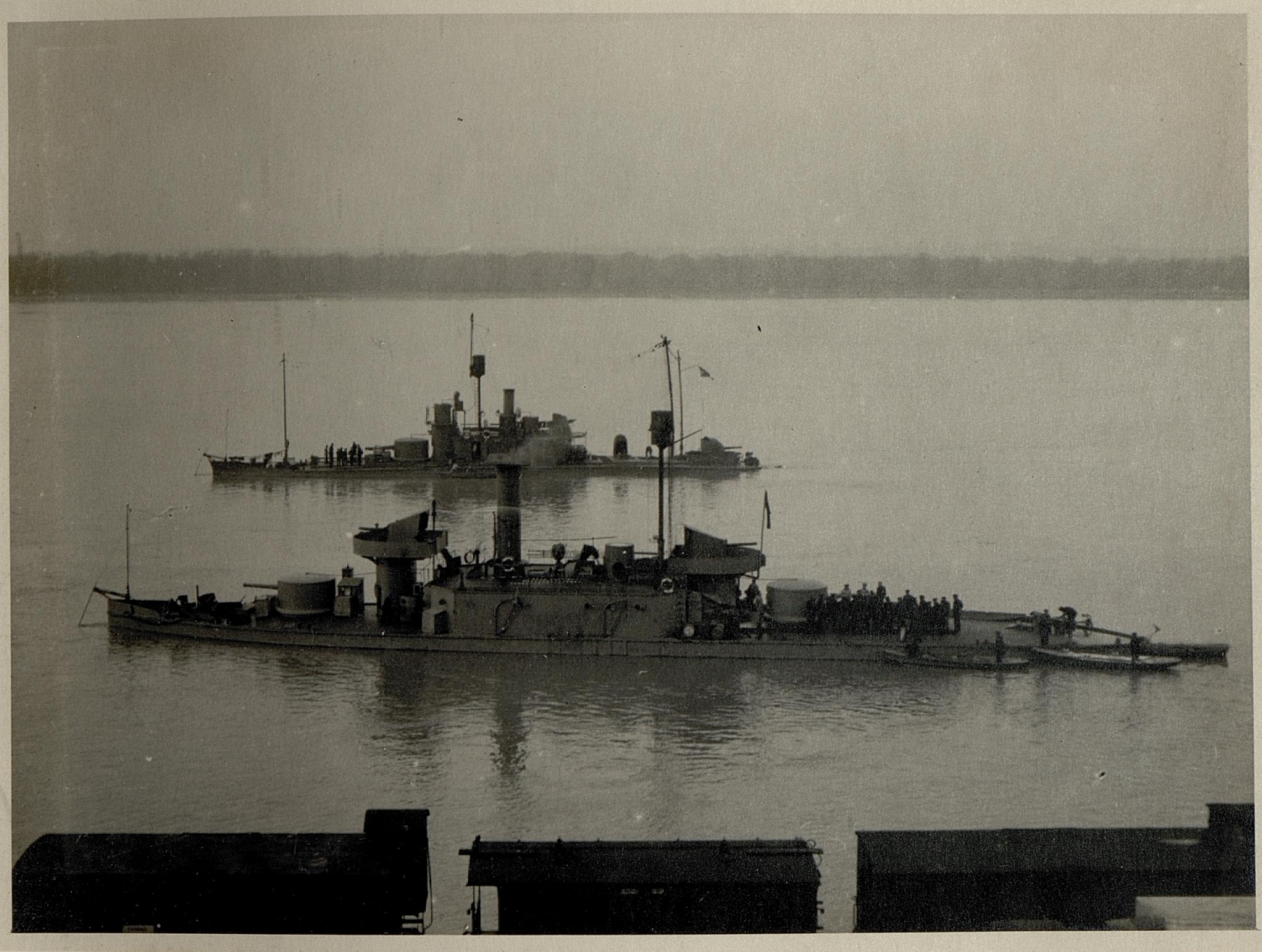
Le Körös et le Leitha décembre 1916.

Il a servi dans la flottille du Danube lors de la Première Guerre mondiale depuis Belgrade jusqu'à la mer Noire. Il a ensuite été en service dans la marine de la République démocratique hongroise
avant d'être versé dans celle du Royaume de Yougoslavie. En 1941 il est capturé par l'armée italienne sur la côte adriatique. Il sert alors dans la Marine de l'État indépendant de Croatie pour être coulé en 1944.